# Francisco Valdés Subercaseaux
Francisco Valdes Subercaseaux (ur. 23 września 1908 w Santiago w Chile, zm. 4 stycznia 1982 w Pucón) – chilijski kapucyn, biskup Osorno, Czcigodny Sługa Boży Kościoła katolickiego.

## Życiorys
Francisco Valdes Subercaseaux urodził się 23 września 1908 roku jako drugie z pięciorga dzieci. Jego ojciec był inżynierem i profesorem uniwersytetu katolickiego w stolicy.
Studiował teologię w Wenecji, gdzie został wyświęcony na kapłana 17 marca 1934 roku stając się pierwszym chilijskim kapucynem. W tym samym roku został wysłany na misje do Araukani. Był profesorem filozofii w seminarium w San José de la Mariquina. W 1943 roku został mianowany proboszczem w Pucón. 20 czerwca 1956 roku został wyznaczony na biskupa Osorno. W 1959 roku po trzęsieniu ziemi w Chile pomagał w odbudowie zniszczeń. W 1981 roku zdiagnozowano u niego raka żołądka. Zmarł 4 stycznia 1982 roku. Jego szczątki spoczywają w krypcie katedry pod ołtarzem w Osorno.
7 listopada 2014 roku papież Franciszek ogłosił dekret o heroiczności jego cnót.